# 斯托寧頓島
斯托寧頓島（英語：Stonington Island）是南極洲的島嶼，長0.75公里、寬0.4公里，每年平均降雨量316毫米，島上無人居住，英國、阿根廷和智利在南極條約體系下擱置對該群島的領土主權要求。
68°11′S 67°00′W / 68.183°S 67.000°W